# Vrlika
Vrlika je grad u Hrvatskoj. 

## Gradska naselja
Gradskom području pripada 9 naselja: Garjak, Ježević, Koljane, Kosore, Maovice, Otišić, Podosoje, Vinalić i sama Vrlika.

## Zemljopis
Grad Vrlika se nalazi na 470 m nadmorske visine na samom rubu Vrličkog polja uz državnu cestu D1 Zagreb-Split, na 66 km od Splita. U samom gradu izvire jedan od pritoka rijeke Cetine – Česma. Klima je  submediteranska u prijelazu na kontinentalnu planinsku klimu što Vrliku čini ugodnim mjestom za boravak ljudi koji imaju poteškoće s respiratornim bolestima.
Po ovom se gradu zove i okolni kraj, Vrlička krajina, koja je dijelom Cetinske krajine.

## Stanovništvo

### Popis 2011.
Prema popisu stanovništva iz 2011. godine, grad Vrlika ima 2177 stanovnika. Većina stanovništva su Hrvati s 98,3 %, a po vjerskom opredijeljenju većinu od 98,3 % čine pripadnici katoličke vjere.
Prostor Grada Vrlike čini 237,73 km2. U mjestu Vrlici i osam okolnih sela živi 2705 stanovnika (prema popisu iz 2001.). Od 7000 stanovnika 1980-ih godina, zbog posljedica rata 1990-ih u Vrlici je 2007. godine stalno živjelo tek oko 850 ljudi, uglavnom starije dobi.
| broj stanovnika | 5920  | 6226  | 6311  | 7545  | 8727  | 9529  | 9819  | 10382 | 8686  | 8854  | 7366  | 6458  | 6262  | 5621  | 2705  | 2177  | 1728  |
|                 | 1857. | 1869. | 1880. | 1890. | 1900. | 1910. | 1921. | 1931. | 1948. | 1953. | 1961. | 1971. | 1981. | 1991. | 2001. | 2011. | 2021. |

| broj stanovnika | 644   | 751   | 733   | 820   | 904   | 881   | 877   | 907   | 681   | 751   | 927   | 836   | 1207  | 1334  | 959   | 828   | 718   |
|                 | 1857. | 1869. | 1880. | 1890. | 1900. | 1910. | 1921. | 1931. | 1948. | 1953. | 1961. | 1971. | 1981. | 1991. | 2001. | 2011. | 2021. |

## Povijest
Najstariji tragovi života ljudi na ovom području potječu iz starog kamenog doba (oko 30 000 pr. Krista). Nedaleko izvora Cetine, u Gospodskoj pećini sjeverno od zaseoka Milaši pronađeni su ulomci keramičke zdjele i koštano šilo.
Vrlika je bila je smještena oko samog izvora rijeke Cetine. Tu je bila starohrvatska crkva sv. Spasa, koja je do naših dana sačuvana, a zvonik ove crkve je najstariji kod nas sačuvan. U četrnaestom je stoljeću crkva sv. Spasa proširena i dobila je uglastu apsidu na začelju. Crkvu je dao sagraditi kninski župan Gastika i njegova majka Nemira. Oko crkve je nekropola s oko 1150 grobova i 700 stećaka. Tu je nađena ranosrednjovjekovna kadionica iz doba kad su ove krajeve pokrštavali i misionarili franački misionari (9. stoljeće). Prema tim nalazima Vrlika je bila veliko naselje. U doba kad su franjevci došli u ove krajeve, napravili su samostan sv. Kate (kod Vukovića vrila). Steći, kojima cijeli kraj obiluje vađeni su u kamenolomu Plazajke (brdo Kapnice).
Grad Vrlika, prvi put se spominje u pisanim izvorima 1069. godine, kao sjedište Cetinske općine, starohrvatske općine koja je obuhvaćala gradove: Glavaš, Prozor, Sinj, Trilj, Stolac, Gradac, Nutjak, Tugare i Poljičku župu.
Od pet starohrvatskih općina (Imotska, Zminjska, Kliška i Dridska) koje su se nalazile na području sadašnje Splitsko-dalmatinske županije, cetinska općina bila je najveća. Na njenim rubnim područjima u srednjem vijeku izgrađuje se lanac utvrda koje označavaju granice prema okolnim općinama. Tako prema imotskoj općini nastaje tvrđava Čačvina, a na jugu prema kliškoj tvrđava Nutjak, a na sjeveru prema kninskoj općini i putu za Bosnu tvrđava Glavaš.
U vremenu između 10. i 11. stoljeća, sjeverni dio cetinske općine se izdvaja u samostalnu općinu - Vrličku, koja na sjeveru graniči s kninskom općinom, a na jugu (kod današnjega manastira Dragović) s cetinskom općinom.
Iznad samog naselja na nepristupačnoj stijeni stoji srednjovjekovna utvrda Prozor koja dominira nad gradom i pogledom na širu okolicu, a spominje se po prvi put nakon provale Turaka u selo Vrhrike (Cetina) te da su tadašnji stanovnici su pobjegli u utvrdu Prozor koju je sagradio Hrvoje Vukčić Hrvatinić. Kasnije su ti isti prebjezi osnovali naselje ispod same utvrde i dali mu staro, al pomalo izmijenjeno ime - Vrlika. Vrlika nije bila castrum - utvrđeni grad, poput Glavaša i Prozora, već joj je položaj prirodno bio zaštićen vodama. Tijekom druge polovice 15. stoljeća, zbog učestalih prodora Turaka kroz klanac Uništa na prostor vrličke općine, stanovnici središta stare Vrlike sklanjaju se u utvrđeni vrlički grad ("Castrum Werhlychky"). Taj grad je zapravo grad Prozor, kojeg kralj Ladislav Napuljski godine 1406. daruje vrličkom narodu.
S vremenom dolazi do potpunog preseljavanja stanovništva iz starog središta općine pod utvrdu Prozor i na novo naselje prenosi se naziv ranijeg sjedišta - Vrlike. Godine 1522. Turci osvajaju Vrliku i njome vladaju do 1688. godine, kada ona prelazi pod mletacču upravu. Prije toga je mletačka vojska 1648. godine oslobodila Vrliku ponajviše zahvaljujući Vuku Mandušiću i don Stipanu Soriću.
Od 1805. do 1813. godine, Vrlika se nalazi pod francuskom upravom. Godine 1811. ustanovljena je Općina Vrlika i pripadala je kotaru Knin (okrug Šibenik). Vrlika je 1822. i dalje općina, ali ovoga puta pod austrijskom vlašću pripadajući kotaru Sinj (okrug Split). Godine 1854. Vrlika se podiže na razinu kotara i pripada okrugu splitskom. U tom razdoblju na spomen 200. godišnjice oslobođenja od Turaka sagrađen je Općinski dom (1888. godine).
Do kraja Prvog svjetskog rata, Vrlika se kao i cijela Dalmacija nalazila pod austro-ugarskom vlašću.
U NOB-u tijekom Drugog svjetskog rata sudjelovalo je 58 stanovnika.

## Gospodarstvo
Grad Vrlika dijelio je sudbinu svih hrvatskih zaobalnih krajeva tijekom dugih i burnih stoljeća povijesti. Smjenjivala su se razdoblja blagostanja, gospodarskog i kulturnog procvata s razdobljima kriza koje su uvijek rezultirale odlaskom stanovništva u privremenu i trajnu emigraciju.
Kroz povijest temeljne gospodarske djelatnosti bile su poljodjelstvo, stočarstvo, trgovina i druge djelatnosti. Sve veću važnost u novom dobu ima djelatnost turizma i ugostiteljstva, korištenje suvremenih informatičkih tehnologija, sve u skladu s osnovnim postulatima održivog razvitka.[nedostaje izvor]

## Poznate osobe
- Prof Petar Barišić - akademski kipar
- Milan Begović - hrvatski književnik
- Fra Filip Grabovac (1697. – 1749.) - hrvatski svećenik franjevac
- Prof Ante Kuduz - akademski slikar
- Niko Rebić - Saborski zastupnik
- Emil Kazimir Žeravica - hrvatski književnik (Vrlika, 26. lipnja 1922. – Pula, 10. kolovoza 2012.)

## Spomenici i znamenitosti
- Utvrda Prozor
- Stambena zgrada u ul. Milana Begovića 2, iz 19. stoljeća, zaštićeno kulturno dobro
- Česma, kultno mjesto nastajenja opere "Ero sa onoga svijeta".
- Za vrijeme Uskrsnih blagdana mogu se vidjeti jedinstveni "Čuvari Kristova groba" gdje se pokazuje bogata baština i ljepota narodne nošnje.

- U središtu vrličkog groblja je crkva sv. Petra i Pavla iz 1701. godine, koja i danas služi kao grobljanska kapela. Ovo je prva crkva podignuta u Vrlici nakon oslobođenja od Turaka. Ima četvrtastu apsidu, a na pročelju je zvonik na preslicu s jednim zvonom.[7]
- U mjestu se nalazi Pravoslavna crkva Svetog oca Nikolaja izgrađena 1618. godine.
- Od 1843. do 1971. godine u Vrlici je postojala grkokatolička crkva Svete Trojice.[10]

## Obrazovanje
O.Š. Milana Begovića - dobitinica Eko zelene zastave Hrvatske 25. travnja 2007. godine.

## Kultura
- Gospa Rožarica
- Vrličko kolo
- Vrlička narodna nošnja
- KUU Milan Begović

## Šport
- HNK Vrlika, nogometni klub
- Športsko-rekreacijski centar "Česma"
- Od 2000. održava se Vrlička ulična utrka.

## Vanjske poveznice
- Službene stranice grada